# Nacionalni park Badlands
Nacionalni park Badlands (eng. Badlands National Park) nalazi se u saveznoj državi Južnoj Dakoti u Sjedinjenim Američkim Državama i jedan je od 58 američkih nacionalnih parkova.
Unutar nacionalnog parka nalazi se divljina pod zaštitom Nacionalni sustav očuvanja divljine (National Wilderness Preservation System) Badlands (Badlands Wilderness).

## Općenito
Park se prostire na 98.740 hektara a sastoji se od brojnih brda i grebena, koji se ne izdižu iznad ravnice, nego se nalaze ispod nje, pa nalikuju na krajobraz urezan u ravnicu.
Pruža se preko suhe visoravni Badlandsa.

## Povijest
Nastanak Badlandsa pripisuje se izgurivanju gorja Black Hills, koje je prije otprilike 65 milijuna godina izgurano u visinu velikog jezera. Vremenom su se zemlja i kamen neprekidno ispirali s padina planina i stvarali slojevitu, močvarnu ravnicu u nizini na istoku.
Promjenom klime, prije otprilike 30 milijuna godina, močvara se postupno pretvarala u travnjak. Vremenom su voda i vjetar erodirali dio travnjaka, postupno nagrizajući slojeve zemlje i kamena. Ta erozija je proces koji se ni do današnjih dana nije zaustavio. Oluje su nosile i iz korijena čupale travu ostavljajući iza sebe pustoš, blato i ogoljelu zemlju koje su ispirali brojni potoci oblikujući stijene u brežuljke i kupole, koje je sunčeva vrelina zapekla i stvorila čvrst materijal na površini.
U ovom krševitom i vrlo negostoljubivom području SAD-a, stoljećima su živjeli indijanci plemena Sius (eng. Sioux). Dolazak doseljenika iz Europe 70-ih godina 19. stoljeća, privukao je i brojne lovce na bizone koji su u kratkom vremenu gotovo u potpunosti istrijebili te životinje, koje su značile preživljavanje plemena indijanaca Sijuks. Sijuksi su upotrebljavali sve dijelove bizona. Mesom i masnim tkivom su se hranili, kožu su iskorištavali kao materijal za izradu šatora, pokrivače, odjeću, remenje i sedla, a od kostiju su proizvodili oruđe i oružje te okvire za sedla. Od mješine ubijene životinje su pravili mjehure za vodu.
Godine 1890. došlo je do susreta 350 indijanaca na čelu s poglavicom Veliko stopalo i američke Sedme konjičke postrojbe. Taj je incident doveo do tragičnog sukoba i krvoprolića na potoku Wounded Knee Creek.
Badlands je postao nacionalnim spomenikom Sjedinjenih Američkih Država 29. siječnja 1939., a nacionalnim parkom proglašen je 10. studenoga 1978. godine.

## Fosilni ostaci
U Badlandsu je pronađen cijeli niz izumrlih životinja, u rasponu od vrlo velikih do vrlo malih, koje su nekad obitavale u ovom području. Neke su nastanjivale šume, a druge savane. Neki fosili pronađeni u Badlandsu živjeli su na ovom području prije 23-35 milijuna godina. Sabljozubi tigar, Metamynodon (prapovijesni nosorog), Paleolagus (predak današnjeg zeca), Subhyracodon (biljožder), Archaeotherium (daleki rođak današnje svinje), Ischromys (mali glodavac nalik vjeverici koji je vjerojatno živio na drveću i hranio se voćem i orasima), samo su neka od bića čiji su ostatci pronađeni u parku.

## Životinjski svijet
Životinje su se u nacionalni park Badlands vratile tridesetih godina 20. stoljeća nakon što je ovo područje proglašeno nacionalnim spomenikom. Danas u Badlandsu, na prostoru od oko 980 km2, žive gušteri, zmije čegrtuše, veći broj raznih vrtsa ptica, šišmiši, prerijski psi, manja krda bizona te rašljoroge antilope.

## Biljni svijet
Na području parka raste posebna vrsta ljiljana (lat. Calochortus nuttallii). Ovaj cvijet raste iz jestivog gomolja čiji okus podsjeća na lješnjak. Može se jesti sirov ili kuhan. Ova vrsta ljiljana raste do 0,5 m visine, a uspijeva na suhim padinama ili travnjacima. 

## Ostali projekti
|  | Zajednički poslužitelj ima stranicu o temi Nacionalni park Badlands    |
|  | Zajednički poslužitelj ima još gradiva o temi Nacionalni park Badlands |

## Vanjske poveznice
- Badlands, Nacionalni park (eng.)  Arhivirana inačica izvorne stranice od 30. rujna 2009. (Wayback Machine)